# Pensieri morbosi
Pensieri morbosi è un film del 1980 diretto da Jack Regis.